# Kasr Ibrim
Kasr Ibrim (arabsko قصر ابريم, Qasr Ibrim, meroitsko Pedeme, staronubijsko Silimi, koptsko ⲡⲣⲓⲙ, Prim, latinsko Primis) je arheološko najdišče v Spodnji Nubiji, Egipt.
Mesto je bilo naseljeno od 8. stoletja pr. n. št. do leta 1813 in je bilo gospodarsko, politično in versko središče. Prvotno je bilo veliko mesto, zgrajeno na pečini nad Nilom. Dvig gladine Nila po zgradnji Asuanskega jezu je pečino spremenil v otok. Kasr Ibrim je edino večje arheološko najdišče v Spodnji Nubiji, ki je preživelo poplave Nila. Pred in po poplavah Nila je ostal pomembno mesto za arheološke raziskave.

## Zgodovina

### Prazgodovina in stari vek
Prva človeška bivališča na tem mestu so bila zgrajena  v poznem obdobju Starega Egipta. Mesto je doseglo svoj vrh v srednjem veku, ko je bilo sedež eparha Nobatije. V Kasr Ibrimu je bila največja zbirka starih nubijskih dokumentov, ki so jih kdaj našli, vključno z eparhovimi zapisi.  Mesto je bilo naseljeno vse do leta 1813, ko so iz njega s topniškim ognjem pregnali zadnje stanovalce. Danes je otok odprt izključno za geologe.
Egipčanski vpliv na Nubijo se je začel okoli leta 2000 pr. n. št., ko so jo Egipčani napadli in vzpostavili svojo oblast. V Kasr Ibrimu so našli številne egipčanske artefakte in dokaze o egipčanski arhitekturi. Najstarejši napis v mestu je na steli iz časa Amenhotepa I. Stela je bila najdena v zdaj porušeni krščanski bizantinski stolnici, kjer je bila ponovno uporabljena v eni od cerkvenih kript. Stela je zdaj v Britanskem muzeju.
Mesto je bilo delno obnovljeno pod prefektom Gajem Petronijem med vladanjem rimskega cesarja Avgusta. Mesto je imelo pomembno vlogo v rimski obrambi asuanske regije in bilo zasedeno vsaj do leta 100. Trdnjava, ki so jo zgradili rimski vojaški inženirji, je bila v tistem času najmočnejša v dolini Nila.

### Krščansko obdobje
V rimskih časih je bilo mesto eden zadnjih bastionov poganstva. Njegovih šest templjev je prešlo v krščanstvo kar dve stoletji pozneje kot preostali Egipt. 
Krščanstvo je prvič prišlo v Kasr Ibrim v 6. stoletju, vendar je imelo majhen vpliv. V začetku 8. stoletja je Kasr Ibrim postal krščansko središče in takšno vlogo obdržal celo v 15. stoletju, ko je Makursko kraljestvo postalo islamsko. Islamu se je upiral vse do 16. stoletja, ko je mesto zasedla enota bosanskih vojakov v sklopu osmanske armade. Bosanski vojaki so ostali v mestu in se poročali z domačinkami. Del stolnice je bil preurejen v mošejo.
V mestu sta se ohranili dve cerkvi. Taharkova je bila zgrajena verjetno med letoma 542 in 580 in bi lahko bila ena od najstarejših cerkva v Nubiji. Kot veliko drugih najstarejših cerkva v Nubiji je bila zgrajena znotraj obstoječega tempeljskega obzidja. Stolnica je bila zgrajena kasneje, vendar ni znano natančno kdaj. Arheologi so prepričani, da je bila zgrajena v prvi polovici 8. stoletja.
Timotej, zadnji znani nubijski škof Farasa, je imel sedež v Kasr Ibrimu. Pokopan je bil okoli leta 1375 v tamkajšnji stolnici. V njegovi grobnici so našli dva zvitka.

## Arheologija
Najdišče sta prva raziskovala David Randall-MacIver in C. Leonard Woolley med odpravo Eckleya B. Coxea v imenu Univerze Pensilvanije leta 1911. Leta 1963 je začela najdišče raziskovati Egiptovska raziskovalna družba in ga s prekinitvami raziskuje še danes. Vzhodno in zahodno od mesta je leta 1932 oziroma 1961 odkrila pokopališči. Velik del kompleksa je še neraziskan. Nekaj niže ležečih delov najdišča je poplavilo Naserjevo jezero. 

### Dokazi za rabo rastlin in živali
Podnebje skoraj brez padavin je idealno za ohranitev organskih snovi. Na lončenini iz pomeroitskega obdobja (350–600 n. št.) so dokazi za rabo pravega datljevca (Phoenix dactylifera) in  nubijske palme (Hyphaene thebaica).  Najdena so bila tudi semena štirih vrst sirka iz obdobja od 800 pr. n. št. do 1800 n. št. Iz odobja od prve naselitve do okoli leta 100 so našli samo semena divjega sirka. Od leta 100 do okoli leta 1500 so gojili že zgodnje vrste kultiviranega sirka (Sorghum bicolor, ssp. bicolor). Okoli leta 1200 je je pojavila plemenitejša sorta Sorghum bicolor, ssp. durra. V obdobju od 5. do 7. stoletja n. št. so prisotne tudi prehodne sorte.
Obstajale so tri faze poljedelske zgodovine: napatsko, rimsko in meroitsko obdobje. V vsakem obdobju so prepoznali naslednje najpomembnejše poljščine: 
Napatsko obdobje (sredina 8.-sredina 7. stoletja pr. n. št.)
- dvoredna pšenica (Triticum turgidum L.)
- ječmen (Hordeum vulgare L.)
- proso (Panicum miliaceum L.)
- lan (Linum usitatissimum L.)

Rimsko obdobje  (25 pr. n. št.-sredina 1. stoletja n. št.)
- dvoredna pšenica (Triticum turgidum L.)
- ječmen (Hordeum vulgare L.)
- proso (Panicum miliaceum L.)
- lan (Linum usitatissimum L.)
- bombaž (Gossypium sp.)

Meroitsko obdobje (100-300 n. št.)
- sirek (Sorghum bicolor)
- ječmen (Hordeum vulgare L.)
- trda pšenica (Triticum turgidum ssp. turgidum)
- krušna pšenica (Triticum aestivum)

Na najdišču so našli veliko sledi živali, ki pa niso preučene tako natančno kot sledi rastlin. Najdbe kažejo na obsežno ovčerejo in kozjerejo ter govedorejo. Slednja kaže na rejo zaradi mleka in mesa. Govedo je v meroitskem templju služilo tudi v verskih obredih. Pod tlemi hiš so našli obredno odložene ostanke domačih kokoši iz pomeroitskega obdobja (pozno 5.-zgodnje 6. stoletje n. št.).

### Artefakti
Qasr Ibrim ni znan le po najdbah organskih ostankov, ampak tudi po tekstilu, ki so ga tam našli. Iz rimskega obdobja so se našli sandali, tekstil in delci usnja. Arheologi so prepričani, da so volnene tkanine tja prinesli Rimljani leta 23. pr. n. št. Bombažne tkanine so meroitska ljudstva začela proizvajati šele v 1.  stoletju n. št. Nebarvane meroitske tkanine se razlikujejo od najdenih volnenih rimskih,  ki so v  modrih in drugih svetlih barvah.
Podnebne razmere v Kasr Ibrimu so omogočile, da se je ohranilo tudi veliko dokumentov, pisanih v devetih različnih jezikih ali pisavah: hieroglifih in demotski pisavi ter v grškem, latinskem, kopskem, staronubijskem, arabskem in turškem jeziku. Starejši dokumenti so bili napisani na papirusu, čeprav je bil za sveta besedila najprimernejši material pergament. V Nubiji se papir do 12. stoletja običajno ni uporabljal. Besedila imajo različno vsebino. Med njimi so tudi osebna pisma in verski dokumenti. Ti dokumenti kažejo, da je imel Kasr Ibrim kot obmejno mesto razpredeno obširno trgovsko mrežo.